# Georges de Laire
Georges de Laire (* 26. Oktober 1836 in Ambierle, Département Loire; † 19. November 1908 auf Schloss Lanmary, Département Dordogne) war ein französischer Chemiker.
Er studierte in Paris an der École polytechnique und am Conservatoire national des arts et métiers.
Ab 1855 arbeitete er mit Charles Girard im Laboratorium von Théophile-Jules Pelouze. 1860 synthetisierte er mit Girard Anilin zu Fuchsin, konnten diesen aber als Farbstoff aus patentrechtlichen Gründen in Frankreich nicht verwenden (die Patente hielt François-Emmanuel Verguin, der sie an die Brüder Renard in Lyon verkaufte). Stattdessen ließ Pelouze in England produzieren, wo de Laire ab 1860 die Produktionseinführung in einer Farbenfabrik in Brentford bei London leitete. Bald darauf war er wieder in Paris und entwickelte mit Girard Fuchsinblau (1860) und Fuchsinviolett (1861), was sie an die Renard-Brüder in Lyon verkauften. Anschließend war er mit Girard im Labor von August Wilhelm von Hofmann in London und ab 1866 wieder in Lyon, wo beide den Farbstoff Diphenylaminblau (1866) entwickelten. 1872 gründete er mit Charles Girard in Ris-Orangis bei Paris eine eigene Farbstoff-Fabrik, die er aber 1876 wieder verkaufte. Anschließend gründete er mit Ferdinand Tiemann eine neue Firma zur Produktion von Vanillin und anderer Riechstoffe. 1890 ging er in den Ruhestand.

## Veröffentlichungen
- mit Tiemann: Über Iridin, das Glucosid der Veilchenwurzel; Berichte der Deutschen Chemischen Gesellschaft, Band 36, 1893, S. 2011–2044